# Zizania
Zizania é um género botânico pertencente à família Poaceae.

## Classificação do gênero
| Sistema | Classificação                    | Referência               |
| ------- | -------------------------------- | ------------------------ |
| Linné   | Classe Monoecia, ordem Hexandria | Species plantarum (1753) |

Na classificação taxonômica de Jussieu (1789), Zizania é um gênero  botânico,  ordem Gramineae,  classe Monocotyledones com estames hipogínicos (quando os estames se inserem no receptáculo da flor abaixo do nível do ovário).
O gênero Zizania é composto de quatro espécies, chamadas popularmente de arroz selvagem, pertencentes ao grupo das gramíneas, que vicejam em águas rasas de lagos e brejos. Freqüentemente, apenas a espiga aparece fora d'água. O arroz verdadeiro (gênero Oryza), também é uma gramínea e as duas espécies são aparentadas, dividindo a tribo Oryzeae.
Três espécies são nativas da América do Norte e uma da Ásia:
- Arroz selvagem (Zizania aquatica), planta anual nativa do Rio São Lourenço, costa do Atlântico e costa do Golfo;
- Arroz selvagem do norte (Z.palustris), também anual, viceja nos Grandes Lagos;
- Arroz selvagem do Texas (Z.texana) é uma planta perene, encontrada somente em uma pequena área ao longo do Rio São Marcos, no estado do Texas, em perigo de extinção por danos ao habitat e poluição;
- Arroz selvagem da Manchúria (Z.latifolia, também chamado incorretamente de Z.caduciflora), planta perene, da  China, onde praticamente desapareceu das áreas nativas da Manchúria, sobrevivendo em cultivos comerciais. Foi também acidentalmente introduzido na Nova Zelândia, onde é considerada espécie invasora.

## Uso como alimento
As sementes das duas espécies anuais são as mais comumente cultivadas. Os índios da América do Norte as colhiam remando suas canoas entre as touceiras de plantas, recolhendo os cachos com bastões de madeira. Tinham o cuidado de limitar o tamanho dos bastões para que algumas sementes caíssem, garantindo assim as colheitas futuras. Muitas tribos consideravam o manoomin, como chamavam, um "arroz selvagem" e componente sagrado de sua cultura. Era colhido manualmente por duas pessoas em uma canoa, como um ritual.
Na China, no entanto, onde foi importante alimento antigamente, perdeu importância com o aumento da população e seu habitat foi convertido para cultivo do arroz comum. O uso do grão praticamente desapareceu, embora continue a ser cultivado como verdura, consomem-se as hastes e a espiga moscada por fungos, sendo um vegetal popular na Ásia com o nome de gaosun, coba, makomo ou bambú d'água.
O arroz selvagem é rico em proteínas, no aminoácido lisina e fibras, com baixo teor de gordura. Do mesmo modo que o arroz verdadeiro, não contem glutens. É ainda boa fonte de fósforo e potássio, e das vitaminas tiamina, riboflavina e niacina. Por causa de seu valor nutricional, seu consumo cresceu no século XX, sendo produzido no Canadá, na Califórnia e em Minesota, em cultivos irrigados ou naturais.